# Horst Gessner

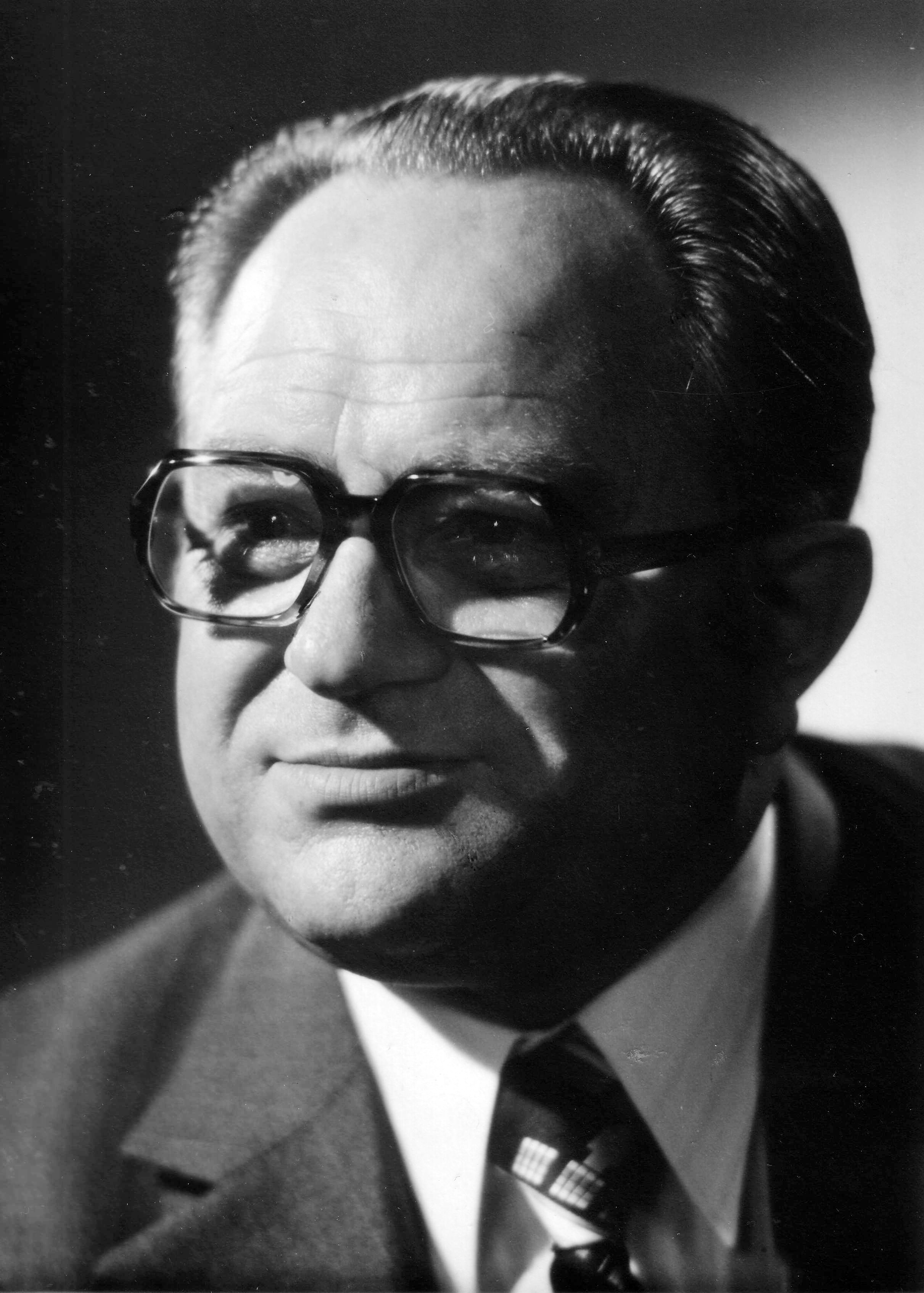
Horst Gessner (1978)

Horst Gessner, auch Geßner, (* 22. August 1920 in Löderburg; † 24. April 1981 in Güntersberge) war ein deutscher Betriebsdirektor und Politiker der DDR-Blockpartei Liberal-Demokratische Partei Deutschlands (LDPD).

## Leben
Gessner stammte aus Anhalt. Nach dem Schulbesuch schlug er eine Lehre zum Klempner und Installateur ein, die er später mit einer Meisterprüfung abschloss. Im anhaltischen Güsten baute er sich am  Kleinen Markt 21 eine Firma auf. Seine Firma wurde später in den Betrieb mit staatlicher Beteiligung hogess Maschinenbau Horst Gessner KG, Güsten umgewandelt, in dem er geschäftsführender Komplementär wurde. 
Nach der Verstaatlichung dieser Firma erfolgte seine Übernahme als Betriebsdirektor des VEB Textilmaschinenbau Güsten.

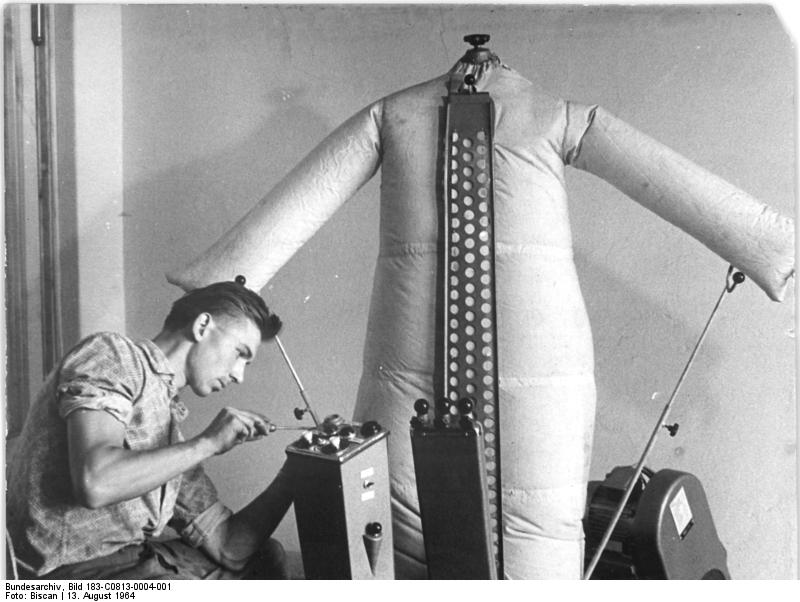
hogess Garderobenformer (1964)

In den 1950er Jahren entwickelte er eine Bügelpuppe. Später gehörten der Garderobenformer Krista, der Hosenformer HF 9 und eine spezielle Verpackungsmaschine für gereinigte Garderobe zu den Erfindungen seiner Firma.
2014 wurde die Firma hogess Maschinenbau Horst Gessner KG in Güsten beim Amtsgericht Stendal neu registriert.

## Politik
Nach Kriegsende wurde er Mitglied der in der Sowjetischen Besatzungszone neugegründeten LDPD. Gessner war von 1967 bis 1981 Mitglied der LDPD-Fraktion in der Volkskammer der DDR. 